# 山崎弘士の満員御礼!
「山崎弘士の満員御礼!」（やまざきひろしのまんいんおんれい）は、1988年（昭和63年）4月～2003年（平成15年）3月末までKBS京都ラジオの月曜～木曜のお昼に放送された、生ワイド番組。放送時間は放送開始時はお昼12時～1時50分、1997年4月からは話のターミナルの放送終了にともない午前10時～午後1時までに変更された。前番組「山崎弘士のお昼は天国」(12:00-14:45)が、MEDIA MIX（同局におけるサイマルキャスト（ラテ同時放送）の名称）の終了に伴い終了したことから始まった番組だが、山崎はラジオでは結局お昼の顔であり続けたことになる。1990年、ハワイの放送局のスタジオから生放送。

## パーソナリティー
- 山崎弘士
- 戸田順子

## イベントカー(移動放送車)
1990年頃～1996年秋ごろまで、大型トラックに放送設備を搭載したイベントカー（移動放送車）愛称「とんべい」を使って毎週木曜日は、出町柳の河川敷・梅小路公園・下賀茂神社の糺の森など野外から放送していた（冬は「寒い中リスナーに集まってもらうのは気の毒だから」と中止され、山崎は放送で「とんべいは冬眠しました」などと説明）。なおとんべいは「イベント」を逆読みしたネーミングだが、同局の不祥事で使用を放棄されることになった。

## ラジオカー
1997年4月からの放送時間の変更（12:00～13:50 → 10:00～13:00）により、ラジオカーを導入されラジオカーレポートが始まった。翌年には三菱自動車製の天然ガス自動車（愛称「エコロ」）を投入された。
- 歴代ラジオカーレポーター
  - 竹島麻里子 1997年4月～1997年9月末まで。
  - 森谷威夫 1997年10月～1998年3月まで毎放送日、1998年4月～2000年3月末まで月曜・火曜日担当。
  - 森夏子 1998年4月～2000年3月末まで水曜・木曜日担当。
  - 西川佳子 2000年4月～2003年3月末まで。

## 番組内のコーナー
- 初代「斎王代」易学あやの開運占い
- ザ・音楽人間
- 売り切れ御免!山ちゃん商店
- 積み立て方式現金クイズ「あなたは町の名探偵」
- 山ちゃんの旅は道連れ世は情け。
- 諸口あきらの今日の激辛
- ラジオカーレポート
- 一筆啓上あなたは町の名作家 →お便りだけが便りです
  - 毎月一つのテーマを選んで、リスナーから「実話」を投稿してもらう。